# Liste der Kulturdenkmäler in Esch (bei Gerolstein)
In der Liste der Kulturdenkmäler in Esch sind alle Kulturdenkmäler der rheinland-pfälzischen Ortsgemeinde Esch aufgeführt. Grundlage ist die Denkmalliste des Landes Rheinland-Pfalz (Stand: 17. Juli 2023).

## Einzeldenkmäler
| Bezeichnung                          | Lage                                      | Baujahr                    | Beschreibung | Bild                           |
| ------------------------------------ | ----------------------------------------- | -------------------------- | --- | ------------------------------ |
| Schulhaus                            | Hauptstraße 33 Lage                       | 1913                       | ehemalige Schule; repräsentativer Mansarddachbau, Treppenturm, Reformarchitektur, bezeichnet 1913                                                                            | Fotos hochladen                |
| Wohnhaus                             | Hauptstraße 34 Lage                       |                            | Wohnhaus | Fotos hochladen                |
| Pfarrhaus                            | Hauptstraße 62 Lage                       | 1775                       | stattlicher Krüppelwalmdachbau, bezeichnet 1775 | weitere Bilder Fotos hochladen |
| Wegekreuz                            | Hauptstraße, Ecke Jünkerather Straße Lage |                            | Schaftkreuz, Sandstein, Datierung unklar | weitere Bilder Fotos hochladen |
| Wegekapelle                          | Hauptstraße, Ecke Kapellenstraße Lage     | 1870                       | Putzbau, angeblich von 1870; Schaftkreuz, bezeichnet 1720 | weitere Bilder Fotos hochladen |
| Quereinhaus                          | Im Ecken 2 Lage                           | spätes 18. Jahrhundert     | eingeschossiges Quereinhaus, wohl aus dem späten 18. Jahrhundert, altes Hofpflaster                                                                                          | Fotos hochladen                |
| Türgewände                           | Jünkerather Straße, an Nr. 2 Lage         | Mitte des 18. Jahrhunderts | Sandsteineinfassung eines Hauseingangs, wohl aus der Mitte des 18. Jahrhunderts                                                                                              | Fotos hochladen                |
| Katholische Pfarrkirche St. Medardus | Kirchstraße Lage                          | 12. oder 13. Jahrhundert   | Westturm, 12. oder 13. Jahrhundert, spätgotisches Langhaus, Chor und Querhaus 1911; Gesamtanlage mit Kirchhof, teilweise mit älteren Gräbern, und Pfarrhaus (Hauptstraße 62) | weitere Bilder Fotos hochladen |
| Leuteratherhof                       | nördlich des Ortes Lage                   |                            | Dreiseithof; Wohnhaus mit Krüppelwalmdach | BW                             |
| Wendelinuskreuz                      | südlich des Ortes an der K 69 Lage        | 1806                       | hohes Nischenkreuz aus rotem Sandstein mit Korpus, bezeichnet 1806 | BW                             |
| Afelskreuz                           | westlich des Ortes an der K 67 Lage       | 18. Jahrhundert            | Wegekreuz; Schaftkreuz, Sandstein, wohl aus dem 18. Jahrhundert | Fotos hochladen                |
| Eschermühle                          | westlich des Ortes Lage                   | 1893                       | auch Hargartenmühle; Säge- und ehemalige Mahlmühle, 1893 | BW                             |